# Годзилла против Разрушителя
«Годзи́лла про́тив Разруши́теля» (яп. ゴジラVSデストロイア Годзира таи Дэсутороиа) (в России показывался под названием «Годзилла и Разрушитель») — японский фильм 1995 года; это двадцать второй фильм о Годзилле. Кассовые сборы фильма составили 2 млрд ¥ (20 млн $) при бюджете в 1 млрд ¥ (10 млн $).

## Сюжет
Фильм начинается с изображения последствий загадочной катастрофы — остров Баас исчез. Годзилла нападает на Гонконг, при этом видно, что с ним явно что-то не так — его тело накалено и в области груди напоминает сгусток лавы. Позднее, анализируя это, учёные приходят к выводу, что сердце монстра — ядерный реактор, и он вышел из строя, каким-то образом на этом сказалась недавняя катастрофа. Чтобы предотвратить дальнейший перегрев и, как следствие, ядерный взрыв, японское правительство посылает в атаку специально оснащённый самолёт Супер Х-3 с морозильным оружием и охлаждает монстра. Это помогает, но лишь на время.
Тем временем в научном сообществе одно за другим совершаются открытия — в одной из лабораторий Токио удалось создать микрокислород (газ состоит из уменьшенных атомов), это именно то оружие, которым однажды победили самого первого Годзиллу, однако его планируют использовать в исключительно мирных целях. Параллельно с этим был открыт вид живых существ, обитавший на Земле 2,5 миллиарда лет назад, это микроскопические существа, сопоставимые с бактериями, но неверное обращение с микрокислородом приводит к перерождению микроорганизмов в множество чудовищ размером с крупных животных. Японские вооружённые силы сражаются с ними с переменным успехом, в итоге существа объединяются в единого гигантского монстра Разрушителя, вобравшего к тому же микрокислородное оружие. Видя бессилие армии, командование принимает решение стравить двух монстров, их встречу устраивают, используя сына Годзиллы — Годзиллу Младшего как приманку. Младший побеждает молодую форму Разрушителя, успевает встретиться с Годзиллой, но потом драматически погибает в неравной схватке с финальной формой Разрушителя. Годзилла старший, превозмогая боль утраты и перегрев своего огромного тела, уничтожает Разрушителя несколько раз подряд, но тот чудесным образом столько же раз воскресает. Когда Годзилла побеждает Разрушителя, его температура достигает 1192 градуса. Годзилла плавится при температуре 1200 градусов. Супер Х-3 контролирует распад, сводя к минимуму разрушения в городе.
После расплавления Годзиллы должно было выделиться много радиации (о чём герои неоднократно упоминают в течение фильма), а непосредственно после смерти Годзиллы-отца одна из героинь с удивлением констатирует, что вся радиация была поглощена. В тумане появляется силуэт Годзиллы-Младшего, который, видимо, возрождается благодаря энергии, направленной в его тело отцом. Теперь он стал взрослым, и готов взять на себя титул «Король Монстров».

## В ролях
| Актёр            | Роль                |
| ---------------- | ------------------- |
| Ясуфуми Хаяси    | Кэнъити Яманэ       |
| Ёко Исино        | Юкари Яманэ         |
| Мэгуми Одака     | Мики Саэгуса        |
| Такуро Тацуми    | Кэнсаку Идзюин      |
| Акира Накао      | генерал Асо         |
| Момоко Коти      | Эмико Яманэ         |
| Сабуро Синода    | профессор Фукудзава |
| Такэхиро Мурата  | редактор Юкари      |
| Кэмпатиро Сацума | Годзилла            |

Актёр Кэмпатиро Сацума изображал в этом фильме Годзиллу в последний раз.

## Продолжения
Изначально кинокомпания «Toho» собиралась снять ещё один фильм, главным героем которого уже стал бы Малыш Годзилла. Но в связи со смертью в 1993 году режиссёра Исиро Хонды, снявшего ещё первого Годзиллу франшизу решено было завершить «Годзиллой против Разрушителя». Как и в случае с «Террор Мехагодзиллы», «Toho» не собиралась прекращать выпуск фильмов о Годзилле. Перерыв был взят в связи с тем, что в США к тому моменту компания «TriStar» готовилась выпустить свою серию фильмов о Годзилле, а «Toho» планировала возобновить работу в 2004 году (к 50-летию). Однако, в силу того, что первый же американский «Годзилла» был негативно воспринят фанатами японского Годзиллы, «Toho» приняла решение не ждать 2004 года.

## Выпуск на DVD
Фильм был выпущен Sony на DVD в 2000 году на одном диске с фильмом «Годзилла против Космического Годзиллы».